# IC 3270
IC 3270 — галактика типу SB () у сузір'ї Волосся Вероніки.
Цей об'єкт міститься в оригінальній редакції індексного каталогу.